# ناناو ساكاكي
ناناو سكاكي (باليابانية: ななおさかき) ولد عام (1923) و توفي في (22 ديسمبر 2008) شاعر ياباني، مؤلف كتاب Bellyfulls وشخصية قيادية في القبيلة. ولد لعائلة كبيرة في محافظة كاجوشيما، و رباه والداه الذان كانا يديران بيوت الصبغ النيلية.

## الحياة الشخصية
بعد انتهائه من التعليم الإلزامي في سن الثانية عشرة، عمل بمثابة ساع في كاجوشيما. وكان اختصاصي مجند الرادار المتمركزة في كيوشو في سلاح الجو الياباني أو البحرية، وكان يقرأ ل نيتشه، شوبنهاور، كروبوتكين، ماركس، وإنجلز كلما سمح الوقت. بعد الحرب، انتقل إلى طوكيو، وعاش في نفق بالقرب من محطة أوينو، وعمل فترة قصيرة في مسبك في اماجاساكي، ثم كعامل خراطة، ثم اشتغل عامين ونصف العام بتنفيذ المهمات لمكتب ساشيكو ياماموتو.